# White Lake Provincial Park
White Lake Provincial Park är en park i Kanada.   Den ligger i provinsen Ontario, i den sydöstra delen av landet, 800 km väster om huvudstaden Ottawa. White Lake Provincial Park ligger 344 meter över havet. Den ligger vid sjöarna  Dunc Lake och White Lake.
Terrängen runt White Lake Provincial Park är platt. Trakten runt White Lake Provincial Park är nära nog obefolkad, med mindre än två invånare per kvadratkilometer.. 
I omgivningarna runt White Lake Provincial Park växer i huvudsak blandskog.